# فرودگاه بین‌المللی حسین ساسترانگارا
فرودگاه بین‌المللی حسین ساسترانگارا (به انگلیسی: Husein Sastranegara International Airport) یک فرودگاه همگانی و نظامی با کد یاتا BDO است که یک باند فرود آسفالت دارد و طول باند آن ۲۲۴۴ متر است. این فرودگاه در شهر باندونگ کشور اندونزی قرار دارد و در ارتفاع ۷۴۲ متری از سطح دریا واقع شده‌است.

## شرکت‌های هواپیمایی و مقصدهای پروازی
As a fast-growing international airport, destinations and schedules have been changing rapidly. The following destinations have been served directly from Husein Sastranegara International Airport:
| شرکت‌های هواپیمایی | مقصدهای پروازی |
| ----------------- | --- |
| ایرآسیا           | کوالالامپور |
| سیتیلینک          | هنگ نادیم، انگوراه رای، کوالا نامو، سلطان محمود بدرالدین دوم، سلطان سیاریف قسیم دوم، جواندا                                                         |
| اکسپرس‌ایر         | رادین اینتن دوم، مینانگکابو، سلطان محمود بدرالدین دوم، سوپادیو                                                                                      |
| گارودا ایندونزیا  | انگوراه رای، جواندا |
| ایرآسیای اندونزی  | انگوراه رای، کوالالامپور، چانگی سنگاپور |
| Kal Star Aviation | اچماد یانی |
| لاین ایر          | سلطان آجی محمد سلیمان، سیامسودین نور، هنگ نادیم، انگوراه رای، سلطان حسن‌الدین, لومبک، کوالا نامو، سلطان سیاریف قسیم دوم، سوپادیو، جواندا، ادیسوسیپتو |
| مالیندو ایر       | کوالالامپور |
| NAM Air           | جواندا |
| سیلک‌ایر           | چانگی سنگاپور |
| وینگز ایر         | رادین اینتن دوم، حلیم پرداناکوسوما، عبدالرحمان صلاح، اچماد یانی، ادیسومارمو، ادیسوسیپتو                                                             |

### Statistics
| Rank | Destinations   | Frequency (Weekly) | Airline(s)                                             |
| ---- | -------------- | ------------------ | ------------------------------------------------------ |
| 1    | Surabaya       | 42                 | سیتیلینک، گارودا ایندونزیا، لاین ایر، NAM Air          |
| 2    | Denpasar/Bali  | 42                 | سیتیلینک، گارودا ایندونزیا، ایرآسیای اندونزی، لاین ایر |
| 3    | Medan          | 28                 | سیتیلینک، لاین ایر                                     |
| 4    | Bandar Lampung | 24                 | اکسپرس‌ایر، وینگز ایر                                   |
| 5    | Batam          | 21                 | سیتیلینک، لاین ایر                                     |
| 6    | Semarang       | 14                 | Kal Star Aviation، وینگز ایر                           |
| 7    | Yogyakarta     | 14                 | لاین ایر، وینگز ایر                                    |
| 8    | Palembang      | 14                 | سیتیلینک، اکسپرس‌ایر                                    |
| 9    | Pekanbaru      | 14                 | سیتیلینک، لاین ایر                                     |
| 10   | Pontianak      | 10                 | اکسپرس‌ایر، لاین ایر                                    |
| 11   | Banjarmasin    | 7                  | لاین ایر                                               |
| 12   | Balikpapan     | 7                  | لاین ایر                                               |
| 13   | Solo           | 7                  | وینگز ایر                                              |
| 14   | Makassar       | 7                  | لاین ایر                                               |
| 15   | Malang         | 7                  | وینگز ایر                                              |
| 16   | Lombok         | 7                  | لاین ایر                                               |
| 17   | Padang         | 4                  | اکسپرس‌ایر                                              |
| 18   | Jambi          | 3                  | اکسپرس‌ایر                                              |

| Rank | Destinations               | Frequency (Weekly) | Airlines                               |
| ---- | -------------------------- | ------------------ | -------------------------------------- |
| 1    | Kuala Lumpur–International | 28                 | ایرآسیا، ایرآسیای اندونزی، مالیندو ایر |
| 2    | Singapore                  | 21                 | ایرآسیای اندونزی، سیلک‌ایر              |